# Wade (Maine)
Pour les articles homonymes, voir Wade.
Wade est une ville située dans l’État américain du Maine, dans le comté d’Aroostook. 